# Kryłowa
Kryłowa (biał. Крылова; ros. Крылово, Kryłowo) – wieś na Białorusi, w obwodzie mińskim, w rejonie dzierżyńskim, w sielsowiecie Stańków.